# Dora Marra
Dora Marra (Napoli, 5 gennaio 1921 – Trittau, 4 novembre 2012) è stata una bibliotecaria italiana.

## Biografia
Nel 1942 si laurea in lettere all'Università degli studi di Napoli con una tesi su Draconzio, successivamente prende una seconda laurea in filosofia con una tesi su Plotino, alla cui estetica dedicherà successivamente uno studio. Nel settembre 1945 comincia a lavorare nella  biblioteca di Benedetto Croce, dove segue e cura la sistemazione dei preziosi volumi della sua raccolta. Nel 1947, quando Croce fonda l'Istituto italiano per gli studi storici, ne diventa bibliotecaria, seguendo passo dopo passo lo sviluppo della biblioteca e assistendo i borsisti e i docenti nelle loro ricerche. Nel 1979, va in pensione e si trasferisce con la famiglia a Großhansdorf, nei pressi di Amburgo, città natale del marito, il biologo tedesco Kurt Beth. In Germania collabora con l'Istituto italiano di cultura di Amburgo e con altre istituzioni (Università di Amburgo, Università di Marburg, Dante-Gesellschaft, ecc.) occupandosi di letteratura italiana, offrendo corsi e conferenze tematiche che spaziavano da Dante alla letteratura contemporanea. Autrice, vivo Croce, del primo studio sistematico sulla sua biblioteca (Conversazioni con Benedetto Croce su alcuni libri della sua biblioteca, Milano, U. Hoepli, 1952), ha pubblicato per l'editore Bibliopolis due volumi dell'Edizione nazionale delle opere di Croce con la trascrizione e l'analisi delle note autografe che lo stesso Croce poneva sui volumi della sua biblioteca relativi ad autori del Cinquecento e Seicento 
.